# Рейвенсвуд
«Рейвенсвуд» (англ. Ravenswood) — американський телесеріал, який є спінофом підліткової драми «Милі ошуканки». ABC Family дав зелене світло на виробництво спін-офф 26 березня 2013 року, а його прем'єра відбулася 22 жовтня 2013 року, після трансляції Хелловіну епізоду «Милих ошуканок»..
14 лютого 2014 року канал закрив серіал після одного сезону..

## Сюжет
Сюжет розгортається у вигаданому містечку Рейвенсвуд, штат Пенсільванія, де життя п'яти незнайомців переплітаються смертоносним прокляттям, яке переслідує місто протягом поколінь. Їм потрібно дізнатися темні таємниці минулого міста, щоб розібратися з прокляттям.

## Актори та персонажі

### Основний склад
- Тайлер Блекберн — Калеб Ріверс[4]
- Ніколь Андерсон — Міранда Коллінз[5]
- Стівен Кебрал — Реймонд Коллінз
- Брет Дір — Люк Метісон
- Меррітт Паттерсон — Олівія Метісон[6]
- Брітні Олдфорд — Ремі Бомонт[7]

### Другорядний склад
- Мег Фостер — Карла Грюнвальд[8]
- Люк Бенвард — Діллон
- Генрі Сіммонс — Саймон Бомонт
- Софіна Браун — Террі Бомонт
- Хейлі Лу Річардсон — Тесс
- Лаура Аллен — Рошель Метісон
- Джастін Брюнінг — Бенджамін Прайс[9]
- Джей Хьюджулі — Том Беддінгтон
- Брок Келлі — Зак Спрингер
- Корріна Рошеа — Анарауд
- Ешлі Бенсон — Ханна Марин